# الأرشيدوقة ماريا آنا من النمسا (1610-1665)
لأشخاص حملوا نفس الاسم انظر: الأرشيدوقة ماريا آنا من النمسا (توضيح) أو ماريا آنا من بافاريا (توضيح).
الأرشيدوقة ماريا آنا من النمسا (بالألمانية: Maria Anna von Österreich)‏ (و. 1610 – 1665 م) هي سياسية، ولدت في غراتس، توفيت في ميونخ، عن عمر يناهز 55 عاماً.